# Mesonemurus mongolicus
Mesonemurus mongolicus är en insektsart som beskrevs av Hölzel 1970. Mesonemurus mongolicus ingår i släktet Mesonemurus och familjen myrlejonsländor. Inga underarter finns listade i Catalogue of Life.